# El Diablo (téléfilm)
Pour les articles homonymes, voir Diablo.
Pour plus de détails, voir Fiche technique et Distribution.
El Diablo est un téléfilm américain réalisé par Peter Markle et diffusé en 1990. Il s'agit d'un western coécrit par Tommy Lee Wallace, John Carpenter et Bill Phillips.

## Synopsis
Originaire de Boston, Billy Ray Smith est un jeune enseignant timide vivant dans une petite ville sauvage du Texas. L'une de ses élèves, Nettie Tuleen, est amoureuse de lui. Alors que Billy Ray lit à la classe une histoire de son auteur préféré, Kid Durango, une bande de hors-la-loi dirigée par El Diablo arrive en ville puis kidnappe Nettie. Billy Ray tente d'intervenir mais sans résultats. Le shérif local part alors à leur poursuite. Seul un groupe de chevaux sans cavaliers et la langue coupée.
Bien qu'il ne sache pas monter à cheval ni tirer avec une arme à feu, Billy Ray jure de sauver Nettie. Il veut pour cela trouver Kid Durango, réputé pour être « l'arme la plus rapide de l'Ouest ». Mais en partant, Billy Ray tue accidentellement son cheval. C'est donc en train qu'il se rend dans la ville de Millennium à la recherche de J. D. Shones, un shérif qui avait apparemment accompagné Kid Durango. Billy Ray découvre que Shones est déjà mort, tué par le shérif actuel. le shérif a été à son tour abattu d'une balle dans le dos par un vieux flingueur nommé Thomas Van Leek, un ami de Kid Durango qui propose ses services à Billy Ray et lui procure un nouveau cheval. Cependant, lorsque Billy Ray explique qu'il poursuit El Diablo, Van Leek le traite d'imbécile et l'abandonne. Il revient plus tard pour sauver Billy Ray d'un groupe de chasseurs de primes qui croient à tort qu'il a tué le shérif.
Le lendemain, Van Leek commence à rassembler un groupe d'hommes qualifiés pour les aider dans leur voyage. Le premier à les rejoindre est un forgeron nommé Bebe Patterson, un vieil ami de Van Leek. Le groupe interrompt ensuite une pendaison orchestrée par un faux prédicateur, Autolycus. Celui-ci s'apprête à exécuter deux hommes : un expert en explosifs nommé Roberto "Bob" Zamudio et un criminel connu sous le nom de Pitchfork Napier. Tous les trois rejoignent le groupe en route vers le Mexique, mais Napier est bientôt tué et remplacé par l'Amérindien Dancing Bear, pour se venger d'avoir couché avec sa femme. Après avoir récupéré un stock de dynamite enterré par Zamudio dans le désert, la Billy Ray et ses hommes rencontrent enfin dans un saloon Kid Durango. Cependant, l'instituteur est choqué d'apprendre que son auteur favori, un homme poli dont le vrai nom est Truman Feathers, n'est pas le héros qu'il attendait et que toutes ses histoires sont basées sur les exploits de Van Leek.
Dans le saloon, Van Leek repère Pestoso, l'un des hommes de main d'El Diablo. Il convainc Billy Ray de l'affronter dans une confrontation. Bien que terrifié, Billy Ray tient bon jusqu'à ce que les deux dégainent leurs armes, Van Leek tirant secrètement sur l'homme de main depuis un clocher voisin. Ensuite, un compagnon de Pestoso nommé Chak Mol demande à Billy Ray de le rencontrer seul le lendemain matin à « l'arbre de la mort », tandis que Kid Durango, inspiré par Billy Ray et à la recherche de nouveaux sujets sur lesquels écrire, rejoint le groupe dans leur quête.
Chak Mol escorte Billy Ray dans la cachette d'El Diablo, où il est attaché à un arbre avant de se retrouver face à face avec le dangereux hors-la-loi. Bien qu'il propose d'échanger l'éperon d'El Diablo contre la libération de Nettie, le tueur refuse avant de présenter Nettie comme "Rosita", sa nouvelle épouse. Pendant ce temps, Bebe, Zamudio et Autolycus sont confrontés à un groupe d'hommes d'El Diablo. Autolycus et Zamudio sont tués, laissant Bebe mener seul son plan. Il roule vers l'enceinte dans son chariot chargé de dynamite, mais sa jambe reste coincée avant de pouvoir sauter librement. Bebe s'écrase dans la cachette. L'explosion servant de diversion à Dancing Bear et Van Leek pour ouvrir le feu sur les hommes de main d'EL Diablo. El Diablo échappe à la fusillade, emmenant Nettie avec lui. Par la suite, Van Leek trouve un coffre caché et rempli d'or , faisant allusion aux soupçons antérieurs de Kid Durango selon lesquels Van Leek était plus intéressé par les richesses de Diablo que par le sauvetage de Nettie. Dégoûté, Billy Ray part retrouver Nettie seul.
Après avoir retrouvé la jeune femme dans une grotte, Bily Ray se retrouve confronté à El Diablo. Leur rencontre est interrompue par Kid Durango qui, voulant faire ses preuves en tant que héros, défie Diablo en duel. Il est cependant abattu et, dans ses derniers souffles, implore Billy Ray de tuer Diablo pour « terminer l'histoire ». Diablo se moque de Billy Ray avant de décider de lui tirer une balle dans la tête, mais Van Leek l'appelle avant qu'il ne puisse appuyer sur la gâchette. Diablo blesse alors Van Leek à l'épaule et le désarme. Billy Ray intervient en tirant deux fois sur le hors-la-loi dans le dos, au grand amusement de Van Leek.
Ensuite, les membres décédés du groupe sont enterrés. Billy Ray rend un dernier hommage à Kid Durango avant de ramener Nettie chez sa mère. Alors que Billy Ray et Van Leek quittent la ville, Nettie, désespérée, demande à son instituteur s'il reviendra. Ce dernier répond : « Un jour ». Les habitants de la ville remercient respectueusement Billy Ray, alors que lui et Van Leek discutent des plans d'une nouvelle série de livres basée sur leurs aventures communes.

## Fiche technique
Sauf indication contraire, les informations mentionnées dans cette section peuvent être confirmées par la base de données cinématographiques IMDb,  présente dans la section « Liens externes ».
- Titre original : El Diablo
- Réalisation : Peter Markle
- Scénario : Tommy Lee Wallace, John Carpenter et Bill Phillips
- Musique : William Olvis
- Direction artistique :
- Décors : Vincent Joseph Cresciman
- Costumes : Bernadene Morgan
- Photographie : Ronald Víctor García
- Montage : Stephen E. Rivkin
- Production : Peter Burrell, Rick Nathanson et Joe Wizan

Producteurs délégués : Debra Hill et John Carpenter
- Société de production : HBO Pictures
- Société de distribution : HBO (États-Unis)
- Budget : N/A
- Pays de production :  États-Unis
- Langue originale : anglais
- Format : couleur - 2.35:1 - 35 mm - son : DTS / Dolby Digital / SDDS
- Genre : western, comédie
- Dates de sortie[1] :
  - États-Unis : 22 juillet 1990
- Classification[2] :
  - États-Unis : PG-13

## Distribution
- Anthony Edwards : Billy Ray Smith
- Louis Gossett Jr. : Thomas Van Leek
- John Glover : Autolycus "The Preacher"
- Joe Pantoliano : Kid Durango
- Robert Beltran : “El Diablo”
- M. C. Gainey : Bebe
- Miguel Sandoval : Zamudio
- Sarah Trigger : Nettie Tuleen
- Branscombe Richmond : Dancing Bear
- Jim Beaver : Spivey Irick
- Geno Silva : Chak Mol
- Don Collier : Jake
- Robert Miano : un bandit
- Ann Risley : Judith

## Production
Au début des années 1980, il est annoncé que John Carpenter va réaliser El Diablo. Grand fan de western notamment de Howard Hawks, il doit s'y atteler après avoir achever Fog. Collaboratrice du cinéaste, Debra Hill évoque le projet dans une interview pour Courier Post : « Mon western s'appelle El Diablo et je le vois comme étant dans la veine d'Howard Hawks, une combinaison de La Prisonnière du désert et Voyage au centre de la Terre . » En 1982, Debra Hill again mentionne à nouveau le projet en précisant qu'elle en sera la productrice avec John Carpenter à la réalisation. Cependant, le projet de film traine et John Carpenter abandonne peu à peu l'idée de le réalisateur, avouant plus tard être nerveux à l'idée de faire un western. Il renaitra finalement sous la firme d'un téléfilm réalisé par Peter Markle. John Carpenter et Debra Hill restent l'idée comme producteurs délégués.
Le tournage a lieu en Arizona (Tucson et notamment les Old Tucson Studios, désert de Sonora, Sabino Canyon (en), monts Santa Catalina, Sierrita Mountains (en), Tucson Mountains, Mescal) et en Californie (les ranchs de cinéma Indian Dunes (en) et Veluzat).

## Accueil
Le téléfilm reçoit des critiques dans des magazines et revues comme Empire et Entertainment Weekly,.